# Pachydactylus
Pachydactylus – rodzaj jaszczurek z rodziny gekonowatych (Gekkonidae).

## Zasięg występowania
Rodzaj obejmuje gatunki występujące w Afryce (Demokratyczna Republika Konga, Malawi, Zambia, Angola, Namibia, Botswana, Zimbabwe, Mozambik, Eswatini, Lesotho i Południowa Afryka).

## Systematyka
Rodzaj zdefiniował w 1834 roku niemiecki zoolog Arend Friedrich August Wiegmann w publikacji własnego autorstwa poświęconej herpetologii Meksyku. Gatunkiem typowym jest (oznaczenie monotypowe) grubopalczyk cętkowany (P. geitje).

### Etymologia
- Pachydactylus: gr. παχυς pakhus ‘wielki, gruby’[10]; δακτυλος daktulos ‘palec’[11].
- Colobopus: gr. κολοβος kolobos ‘ograniczony, okaleczony’[12]; πους pous, ποδος podos ‘stopa’[13]. Gatunek typowy (oryginalne oznaczenie): Gecko inunguis Cuvier, 1817 (= Lacerta geitje Sparrman, 1778).
- Cantinia: etymologia nieznana, autor nie wyjaśnił znaczenia nazwy rodzajowej[3]. Gatunek typowy: Pachydactylus elegans Gray, 1845 (= Tarentola capensis Smith, 1846).
- Colopus: gr. κολος kolos ‘wadliwy, okaleczony’[14]; πους pous, ποδος podos ‘stopa’[13]. Gatunek typowy (oznaczenie monotypowe): Colopus wahlbergi Peters, 1869.
- Palmatogecko: łac. palmatus ‘dłoniasty’, od palma ‘dłoń’[15]; nowołac. gecco, gecko lub gekko, nazwa stosowana do rodzaju jaszczurek, wśród których niektóre gatunki kraczą lub ćwierkają, stąd nazwa „gecko”, od mal. gēkok[16]. Gatunek typowy (oznaczenie monotypowe): Palmatogecko rangei Andersson, 1908.
- Syndactylosaura : gr. συν sun ‘razem’[17]; δακτυλος daktulos ‘palec’[11]; ‘jaszczurka’[18]. Gatunek typowy (oznaczenie monotypowe): Syndactylosaura schultzei Werner, 1910 (= Palmatogecko rangei Andersson, 1908).
- Kaokogecko: Kaokoland, Południowa Afryka; rodzaj Gecko Brongniart, 1800[7]. Gatunek typowy (oryginalne oznaczenie): Kaokogecko vanzyli Steyn & Haacke, 1966.

### Podział systematyczny
Do rodzaju należą następujące gatunki:

- Pachydactylus acuminatus FitzSimons, 1941
- Pachydactylus affinis Boulenger, 1896
- Pachydactylus amoenus Werner, 1910
- Pachydactylus angolensis Loveridge, 1944
- Pachydactylus atorquatus Bauer, Barts & Hulbert, 2006
- Pachydactylus austeni Hewitt, 1923
- Pachydactylus barnardi FitzSimons, 1941
- Pachydactylus bicolor Hewitt, 1926
- Pachydactylus boehmei Bauer, 2010
- Pachydactylus capensis (Smith, 1846)
- Pachydactylus caraculicus FitzSimons, 1959
- Pachydactylus carinatus Bauer, Lamb & Branch, 2006
- Pachydactylus etultra Branch, Bauer, Jackman & Heinicke, 2011
- Pachydactylus fasciatus Boulenger, 1888
- Pachydactylus formosus Smith, 1849
- Pachydactylus gaiasensis Steyn & Mitchell, 1967
- Pachydactylus geitje (Sparrman, 1778) – grubopalczyk cętkowany[19]
- Pachydactylus griffini Bauer, Lamb & Branch, 2006
- Pachydactylus haackei Branch, Bauer & Good, 1996
- Pachydactylus katanganus de Witte, 1953
- Pachydactylus kladaroderma Branch, Bauer & Good, 1996
- Pachydactylus kobosensis FitzSimons, 1938
- Pachydactylus kochii FitzSimons, 1959
- Pachydactylus labialis FitzSimons, 1938
- Pachydactylus latirostris Hewitt, 1923
- Pachydactylus macrolepis FitzSimons, 1939
- Pachydactylus maculatus Gray, 1845
- Pachydactylus maiatoi Marques, Parrhina, Ceríaco, Brennan, Heinicke & Bauer, 2023
- Pachydactylus maraisi Heinicke, Adderly, Bauer & Jackman, 2011
- Pachydactylus mariquensis Smith, 1849
- Pachydactylus mclachlani Bauer, Lamb & Branch, 2006
- Pachydactylus monicae Bauer, Lamb & Branch, 2006
- Pachydactylus montanus Methuen & Hewitt, 1914
- Pachydactylus namaquensis (Sclater, 1898)
- Pachydactylus oculatus Hewitt, 1927
- Pachydactylus oreophilus McLachlan & Spence, 1967
- Pachydactylus oshaughnessyi Boulenger, 1885
- Pachydactylus otaviensis Bauer, Lamb & Branch, 2006
- Pachydactylus parascutatus Bauer, Lamb & Branch, 2002
- Pachydactylus punctatus Peters, 1854
- Pachydactylus purcelli Boulenger, 1910
- Pachydactylus rangei (Andersson, 1908)
- Pachydactylus reconditus Bauer, Lamb & Branch, 2006
- Pachydactylus robertsi FitzSimons, 1938
- Pachydactylus rugosus Smith, 1849
- Pachydactylus sansteynae Steyn & Mitchell, 1967
- Pachydactylus scherzi Mertens, 1954
- Pachydactylus scutatus Hewitt, 1927
- Pachydactylus serval Werner, 1910
- Pachydactylus tigrinus Van Dam, 1921
- Pachydactylus tsodiloensis Haacke, 1966
- Pachydactylus vansoni FitzSimons, 1933
- Pachydactylus vanzyli (Steyn & Haacke, 1966)
- Pachydactylus visseri Bauer, Lamb & Branch, 2006
- Pachydactylus wahlbergii (Peters, 1869)
- Pachydactylus waterbergensis Bauer & Lamb, 2003
- Pachydactylus weberi Roux, 1907
- Pachydactylus werneri Hewitt, 1935